# Serie A - Il grande calcio
Serie A - Il grande calcio è stato un programma televisivo italiano a tema calcistico, trasmesso su Canale 5 dal 28 agosto 2005 al 14 maggio 2006.

## Storia
Il programma nacque il 28 agosto 2005, in coincidenza dell'acquisizione da parte di Mediaset dei diritti televisivi per la trasmissione della sintesi delle partite di Serie A. La conduzione fu affidata a Paolo Bonolis.
Lo show andava in onda dallo studio 11 del Centro di produzione Mediaset di Cologno Monzese (già set di alcune edizioni di Buona Domenica e di molti show degli anni '90).
Con Monica Vanali a collaborare, la moviola era invece curata da Matteo Dotto.

## La trasmissione
Serie A - Il grande calcio debuttò il 28 agosto 2005, in occasione dell'avvio del campionato di Serie A 2005-2006. La trasmissione aveva una durata di due ore, dalle 18:00 alle 20:00, con il segmento finale dedicato alla Gialappa's Band. Già dalla prima puntata si registrarono tuttavia ascolti bassi. L'11 settembre il programma sforò oltre l'orario previsto, comportando l'inizio in ritardo del TG5 causando parecchie polemiche sia del pubblico che della stessa testata giornalistica. Nei giorni successivi, Bonolis ironizzò sul fatto. Oltre al programma domenicale era previsto lo speciale Un mercoledì da tifosi, dedicato ai turni infrasettimanali: questo fu però sospeso già dopo la prima puntata (a fronte di cinque in calendario) per gli scarsi dati di ascolto.
Nelle settimane seguenti, Bonolis fu inoltre contestato dagli altri componenti dello staff: a causa di un malore, nella puntata del 30 ottobre fu sostituito dalla sola Vanali. Nei giorni immediatamente successivi il conduttore dichiarò che avrebbe mantenuto il ruolo, malgrado le voci di un possibile addio e di un possibile trasferimento della trasmissione a Roma (a causa anche degli impegni del conduttore con la neonata trasmissione Il senso della vita). La polemica sorta con Sandro Piccinini — all'epoca conduttore di Controcampo — ne comportò tuttavia l'avvicendamento con Enrico Mentana, a partire dal 20 novembre.
Alla nuova conduzione corrispose un restyling del programma, più incentrato sui fatti agonistici. L'esiguo successo raccolto determinò tuttavia la cancellazione della seconda edizione.